# Tour de Murcie 2007
Le Tour de Murcie 2007 est la 27e édition de cette course cycliste par étapes. Il s'est déroulée du 7 au 11 mars 2007. La course comportait 5 étapes entre San Pedro del Pinatar et Murcie. L'Espagnol Alejandro Valverde s'est imposé pour la deuxième fois après un premier succès en 2004.

## Étapes
| Etape   | Date    | Ville Départ          | Ville Arrivée          | km    | Vainqueur          | Maillot Jaune      |
| ------- | ------- | --------------------- | ---------------------- | ----- | ------------------ | ------------------ |
| Étape 1 | 7 mars  | San Pedro del Pinatar | Las Torres de Cotillas | 116.1 | José Joaquín Rojas | José Joaquín Rojas |
| Étape 2 | 8 mars  | Totana                | Fortuna                | 162   | Annulée            | José Joaquín Rojas |
| Étape 3 | 9 mars  | Puerto Lumbreras      | San Pedro del Pinatar  | 146   | Graeme Brown       | Baden Cooke        |
| Étape 4 | 10 mars | Alhama de Murcia      | Aledo                  | 23.1  | Alejandro Valverde | Alejandro Valverde |
| Étape 5 | 12 mars | Ceutí                 | Murcie                 | 151   | Danilo Napolitano  | Alejandro Valverde |

## Classement final
| \| 1. \| Alejandro Valverde \| en \| 11 h 44 min 41 s \| \| 2. \| Ángel Vicioso \| + \| 35 s \| \| 3. \| Manuel Lloret \| \| 52 s \| \| 4. \| Koldo Gil \| \| 1 min 07 s \| \| 5. \| Michele Scarponi \| \| 1 min 09 s \| \| 6. \| Jens Voigt \| \| 1 min 10 s \| \| 7. \| Stefano Garzelli \| \| 1 min 17 s \| \| 8. \| Denis Menchov \| \| 1 min 23 s \| \| 9. \| Damiano Cunego \| \| 1 min 23 s \| \| 10. \| Vladimir Karpets \| \| 1 min 37 s \| |                    |    |                  |
| 1. | Alejandro Valverde | en | 11 h 44 min 41 s |
| 2. | Ángel Vicioso      | +  | 35 s             |
| 3. | Manuel Lloret      |    | 52 s             |
| 4. | Koldo Gil          |    | 1 min 07 s       |
| 5. | Michele Scarponi   |    | 1 min 09 s       |
| 6. | Jens Voigt         |    | 1 min 10 s       |
| 7. | Stefano Garzelli   |    | 1 min 17 s       |
| 8. | Denis Menchov      |    | 1 min 23 s       |
| 9. | Damiano Cunego     |    | 1 min 23 s       |
| 10. | Vladimir Karpets   |    | 1 min 37 s       |

## Classements annexes
| Classement par points     | Danilo Napolitano    |
| Grand Prix de la Montagne | Manuel Vázquez Hueso |
| Classement du combiné     | Manuel Vázquez Hueso |
| Meilleure Equipe          | Caisse d'Épargne     |